# Apanteles curvicaudatus
Apanteles curvicaudatus är en stekelart som beskrevs av Granger 1949. Apanteles curvicaudatus ingår i släktet Apanteles och familjen bracksteklar. Inga underarter finns listade i Catalogue of Life.